# Tribade (grupo)
Tribade es un grupo barcelonés de rap formado por los MCs Bittah y Masiva Lulla, y DJ Big Mark. Hasta 2019 la MC Sombra Alor formaba parte del grupo. Destacan por sus letras feministas y con contenido social y LGTB. En algunos de sus tema combinan el hip-hop con reguetón y R’n’B

## Biografía
En 2017 Bittah y Masiva Lulla sacan en YouTube su primer tema juntas, Gaupasa. Días después Bittah y Sombra Alor sacan el tema Mujeres. Tras una serie de conciertos juntas, Bittah y Masiva Lulla deciden formalizar su unión formando un grupo, e invitan a Sombra Alor a unirse, naciendo así Tribade.
Desde entonces el grupo ha ido ganando notoriedad, dando giras por América y siendo invitados a festivales como el Viña Rock.
Tribade ha destacado principalmente por sus singles y videoclips. En 2019 sacan su primer álbum, Las desheredadas. Ese mismo año son nominadas a los Music Moves Europe Talent Awards, unos premios creados para fomentar la música europea.
En 2022, tras publicar varios de los temas antes, sacan su segundo álbum Dyke. A diferencia de su anterior trabajo, destacan la gran cantidad de colaboraciones, con grupos como Falsalarma o Las Ninyas del Corro. En agosto de ese año, durante un festival internacional de música Sziget en Hungría, tres miembros del grupo escribieron «Israel doesn’t exist», «Free Palestine» y «Eat this» en una bandera israelí, junto al dibujo de un pеne. Más tarde, el Ministerio de Asuntos Exteriores de Israel pidió una declaración a los organizadores del festival. La junta del festival declaró su decepción por lo ocurrido y que ya no invitarán al grupo en el futuro.
En 2025 fueron parte del cartel principal del Zorrilla's Fest en Valladolid.

## Contenido y letras
Las canciones de Tribade destacan por sus letras de alto contenido transfeminista, anticapitalista, LGTB y relaciones abiertas. Ejemplos de esto serían las canciones La Purga, Poliamorosa.

## Discografía
Singles y videoclips
- Gaupasa (2017)
- Mujeres (2017)
- Los borbones son unos ladrones (2018) con Elphomega, Machete en boca, Frank T, Homes i dones llúdriga, La Raíz, Ira, Los Chikos del Maíz, Def Con Dos, Noult, ZOO, Rapsusklei y Sara Hebe
- La Purga (2018)
- Afilando las tijeras (2018)
- Tú no eres mi papi 2.0 (2020) con Tremenda Jauría y Mafalda
- Abolo (2020)
- Sabotaje (2020)
- Dejar es3 espacio (2020) con Las bajas pasiones[12]
- Deserta (2021)[13]
- Dyke (2022)
- Las Buenas (2022)
- We don't care (2022)
- El luto eterno (2023) con DJ Gely

Álbumes de estudio
- Las desheredadas (2019)
- Dyke (2022)